# Mnesarete mariana
Mnesarete mariana là loài chuồn chuồn trong họ Calopterygidae. Loài này được Machado miêu tả khoa học đầu tiên năm 1996.